# Daniel Goleman

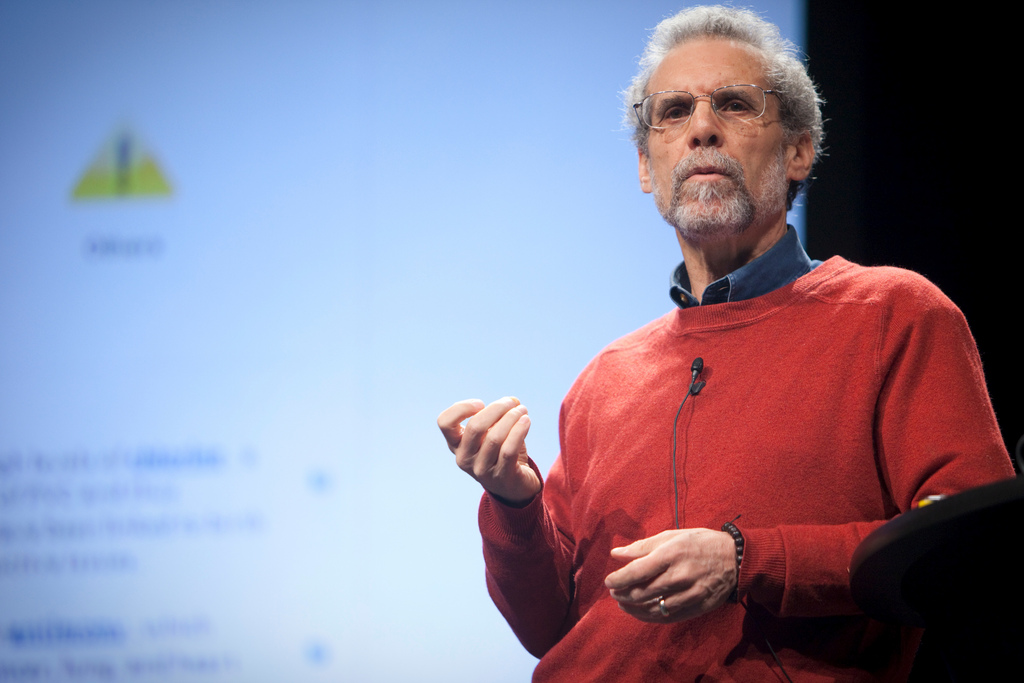
Daniel Goleman

Daniel Goleman (Stockton, 7 maart 1946) is een Amerikaans psycholoog, schrijver en wetenschapsjournalist. Zijn internationale bekendheid dateert uit 1995, toen zijn boek Emotional Intelligence uitkwam. Het verscheen in veertig talen en er zijn al meer dan vijf miljoen exemplaren van verkocht. Hij heeft het begrip emotionele intelligentie niet zelf bedacht (dat waren John D.Mayer en Peter Salovey), maar maakte een breed publiek duidelijk, dat Intelligentiequotiënt (IQ) niet allesbepalend is voor succes. Het vermogen in sociale situaties goed te functioneren (emotionele intelligentie) is minstens even belangrijk. Daarbij horen, volgens Goleman, zelfkennis, zelfbeheersing en het vermogen eigen emoties en die van de ander te herkennen. 

## Biografie
Daniel Goleman groeide op in een Joods gezin in Stockton. Zijn beide ouders waren hoogleraar; zijn vader aan het San Joaquin Delta Community College en zijn moeder aan de University of the Pacific. De jonge Goleman studeerde in India en onderzocht, hoe psychologie en daarmee samenhangende meditatiepraktijken van oudsher deel uitmaken van de Aziatische religie. Zijn eerste boek The Varieties of Meditative Experience (1977) is het resultaat van zijn bevindingen. 
Aan het begin van zijn carrière was hij verbonden aan Harvard en enige tijd hoofdredacteur van Psychology Today. Hij werkte twaalf jaar lang voor de New York Times. Goleman organiseerde in 1987 een aantal gesprekken tussen wetenschappers en de Dalai lama, die resulteerden in twee boeken over Heilzame en Destructieve Emoties.

## Informatiestress
School, werk, files, geldzorgen zorgen ervoor dat steeds meer mensen gebukt gaan onder een overmaat aan dagelijkse stress. Een zekere mate van spanning is noodzakelijk om aan de slag te gaan, maar te veel stress kan leiden tot overprikkeling van het brein, waardoor het niet meer effectief werkt. Goleman gebruikt hiervoor de term frazzled, uitgeput door stress.
Wat hulpmiddelen zouden moeten zijn, zoals de computer en de telefoon, werken in feite als onderbreking van de volledige aandacht en veroorzaken een overmaat aan informatie. Het netwerk van gebieden in de hersenen dat vooral actief is in een toestand van rust, het defaultnetwerk, richt zich niet op gebeurtenissen in de buitenwereld. Maar een groot deel van de economie is juist gebaseerd op het trekken van de aandacht. Het voortdurend aanbieden van nieuwe dingen, zoals een andere smartphone of trends in de mode, prikkelen het brein.

## De rol van emoties
Emoties leiden de aandacht af. Een ruzie op het werk, problemen met de gezondheid, zorgen ervoor dat de geest afdwaalt. Uit onderzoek blijkt dat we, wanneer we een boek lezen, 20 tot 40% van de tijd, niet werkelijk met de tekst bezig zijn.

Emoties reguleren behoren tot de groei naar volwassenheid. Goleman gebruikt hiervoor de zogenaamde stoplicht-methode om jongeren beter met hun agressie om te laten gaan.  Dit betekent dat zij leren om bij rood te stoppen, te kalmeren en na te denken over de keuzes voor actie (oranje). Bij groen heb je de beste oplossing gekozen. Deze oefening is erop gericht om de periode tussen impuls en actie te verlengen.

Gebrek aan impulsbeheersing leidt regelmatig tot allerlei vormen van verslaving, omdat het verlangen naar de kick (genot) de overhand heeft. Gedrag en gewoontes veranderen gaat het makkelijkst tijdens de jeugd en vroege volwassenheid. Daarna is het brein grotendeels gevormd. Het kost dan ook extra moeite om op latere leeftijd ander gedrag te ontwikkelen. Dit kan alleen maar door dit voortdurend te oefenen. Dan vormen zich nieuwe verbindingen in het brein en  uiteindelijk zal ook het standaardgedrag veranderen.

## Neuronen wifi
Zonder dat ze het beseffen brengen mensen hun emoties over op anderen. Dit primitieve, onbewuste proces van emotionele overdracht is genetisch bepaald, omdat van oudsher de mensen alleen konden overleven in onderling verband. Het kan een gelaatsuitdrukking zijn of een uiting van vreugde. Supporters van een sportteam vertonen ook een soort van collectief gedrag. Goleman noemt dit emotionele besmetting, omdat er sprake is van een wisselwerking tussen mensen onderling. Dit betekent dat mensen zich snel laten beïnvloeden door de stemming  binnen de groep. Macht speelt een belangrijke in emotionele beïnvloeding en de leider zet vaak de toon. 

De mensen met wie we verkeren hebben dus een grote invloed op onze gevoelens, zowel in positieve als in negatieve zin. Het is daarom zaak om emtionele kaping te vermijden. Goleman noemt de rol van de hierbij betrokken spiegelneuronen  de neuronenwifi, omdat zij hersenen met elkaar verbinden. Daardoor ervaart de ene persoon het gevoel van de ander alsof het zijn eigen emotie is. Daarbij is de ene mens meer ontvankelijk voor de signalen die anderen uitzenden dan de andere.

## Aandacht
Aandacht is, volgens Goleman, een mentale spier, die je, net als in de sportschool, kunt trainen. Door bijvoorbeeld twee minuten rechtop te zitten, de ogen te sluiten en aandachtig de ademhaling te volgen. Kijk naar iedere ademhaling en probeer, wanneer de aandacht afdwaalt, hem terug te brengen. Veel oefening versterkt de hierbij betrokken hersencellen.

Aandacht voor de ander kun je op verschillende manier tonen. Bewust de ander zien, op dezelfde golflengte proberen te komen, je empathisch opstellen en compassie.
Sympathie, empathie en compassie verschillen van elkaar. Sympathie betekent extra aandacht voor iemand anders, die zich in een vervelende situatie bevindt. Empathie gaat een stap verder; het is een extra inspanning om de emotionele toestand te doorgronden en zo mogelijk te ervaren, wat de ander doormaakt. Bij compassie kom je daadwerkelijk in actie om het leed van de ander te verlichten.

Hersengolven  bepalen hoe we op de ander reageren. Omdat mensen nu eenmaal met hun bewegingen en houdingen zich letterlijk aan elkaar spiegelen blijkt dat goede non-verbale communicatie belangrijk is bij zorg voor de patiënten. Zo blijkt uit onderzoek onder patiënten fysiotherapie.

Volledige aandacht voor de ander verloopt synchroon, zoals deelnemers aan het kunstzwemmen.